# Flora Tristan
Flora Tristan, född 7 april 1803 i Paris, död 14 november 1844 i Bordeaux, var en fransk-peruansk författare, aktivist, socialist och feminist.
Hon gjorde viktiga bidrag till tidig feministisk teoribildning, arbetade för rätten till skilsmässa och fri kärlek, och argumenterade att kampen för kvinnors rättigheter var nära sammanbunden med arbetarklassens framsteg.

## Biografi
Tristans fulla namn var Flora Célestine Thérèse Henriette Tristán-Moscoso. Tristans mor Thérèse Laisney (eller Laine) hade flytt till Spanien under franska revolutionen, där hon träffade Tristans far, den peruanske aristokraten och sjöofficeren Don Mariano de Tristan de Moscoso. De gifte sig, men utan de nödvändiga dokumenten. När fadern dog 1807, ogiltigförklarades föräldrarnas äktenskap och Tristans farbror tog hela arvet.
År 1820 började Flora Tristan att arbeta på en litografiverkstad och gifte sig, efter påtryckningar från sin mor, som sjuttonåring med ägaren Andre-Francois Chazal. Chazal misshandlade henne, och fyra år senare, efter att ha fött två barn och gravid med ett tredje, lämnade Tristan sin man och påbörjade en kamp för att få skilja sig. Först efter många år fick hon skilsmässan beviljad. Det var först efter en incident där Chazal sköt och sårade henne som hon på rättsliga grunder beviljades separation.
Hon tog plats som sällskapsdam och reste 1832 till Peru för att få ut sitt arv. Det misslyckades men hon fick en pension.
Hon skrev många petitioner till den franska deputeradekammaren om en ny skilsmässolagstiftning och förbud mot dödsstraff. I början av 1840-talet reste hon runt i Frankrike för att få folket med sig. Hon avled senare av tuberkulos.
I oktober 1848 tågade 8 000 arbetare till kyrkogården Cimetière de la Chartreuse i Bordeaux och placerade en minnessten vid Tristans grav.

## Författarskap
Tristan skildrade tiden i Peru i Les pérégrinations d'une paria (En parias pilgrimsresor). I boken skriver hon också till gifta kvinnor fångade i olyckliga äktenskap:
"Känn tyngden från kedjan som gör dig till hans slav, och se... om du kan knäcka den!"
Erfarenheterna i Peru var också underlag till romanen Méphis.
Flora Tristan skrev om vad hon såg av den undre världen i London i Promenades des Londres (1840). Bland annat skildrade hon krogar där män med pengar roar sig med och förnedrar prostituerade.

### Arbetarunionen
L'union ouvrière (Arbetarunionen) från 1843 är ett av Tristans mer kända verk. I boken formulerar hon metoder för att organisera fackföreningar ("unioner"). Dessa inkluderade utbildning för fattiga barn, tillflyktsorter för unga, sjuka och sårade, och förhandlingar med finansiärer (även de bland adeln) för att kunna skapa långsiktiga program. Tristan skriver:  
”Ensam är du svag och faller, krossad under fötterna av allehanda elände! Sammanhållning är makt. Siffrorna är till din fördel, och siffror betyder mycket.”
I boken argumenterar hon för att kvinnors befrielse är nödvändig för att hjälpa arbetarklassen. Tristan var en pionjär när det gällde att knyta samman den framväxande sociala rörelsen med kvinnors rättigheter. Hon beskriver hur den franska revolutionen kommer att få sin fortsättning genom kvinnornas frigörelse.  
"Det som hände med proletariatet, det måste vi vara överens om, är ett gott omen för kvinnor när deras '1789' ringer in."
På så sätt var Flora Tristan med och la grunden för en ny ideologi - feminismen.
Boken innehåller också frasen Proletärer i alla länder, förenen eder!, som blivit mer känd efter att den fem år senare blev de avslutande orden i det Kommunistiska manifestet.

### Verk
- Le tour de France: état actuel de la classe ouvrière sous l'aspe ct moral, intellectuel, matériel (journal inédit 1843–1844), 1973
- Oeuvres et vie mêlées, évoquées, commentéees et choisies par Dominique Desanti, 1973
- Promenades dans Londres ou L'aristocratie et les prolétaires anglais; éd. établie et comment. par François Bédarida, 1978 (på engelska: The London journal of Flora Tristan, 1842, or, The aristocracy and the working class of England, 1982)
- Les pérégrinations d'une paria: 1833–1834, 1979 (på engelska:Peregrinations of a pariah: 1833–1834, 1986)
- Lettres; réunies, presentées et annot. par Stéphane Michaud, 1980
- The workers union, 1983
- Flora Tristan, utopian feminist: her travel diaries and personal crusade, selected, translated, and with an introduction to her life by Doris and Paul Beik, 1993

## Eftermäle
På Place Flora-Tristan i Paris, finns en skylt som beskriver Tristan som "femme de Lettres" och "Militante feministe".
Konstnären Paul Gauguin var Flora Tristans dotterson. Mario Vargas Llosa har skrivit om dem båda i dokumentärromanen Paradiset finns om hörnet.